# Xilofone
Xilofone (do grego ξύλον — xylon, "madeira" + φωνή —phonē, "som, voz", algo como "som da madeira") é o nome genérico para vários instrumentos musicais, mais precisamente idiofones percutidos, que consistem em várias lâminas de madeira dispostas cromaticamente. Entre os instrumentos que se podem considerar como xilofones temos o xilofone (propriamente dito), a marimba, o balafon, etc.
O Xilofone propriamente dito é um instrumento musical definido como de percussão, de altura definida ou de som determinado.
Apareceu nas orquestras no século XIX.O xilofone ainda não é um instrumento muito usado
Compõe-se de uma sequência ordenada de placas de madeira, dispostas de maneira análoga às teclas de um piano. Desta maneira, as placas de madeira de som mais grave estão à esquerda do executante e, em direção à direita, as notas vão tornando-se agudas.
Há uma sequência de placas em primeiro plano que equivalem às teclas brancas do piano (notas naturais) e, em segundo plano um pouco mais elevadas, as placas de madeira que equivalem às teclas pretas do piano (notas acidentadas).
Sob cada placa de madeira, há um tubo de ressonância, geralmente em alumínio, que dá corpo ao som.

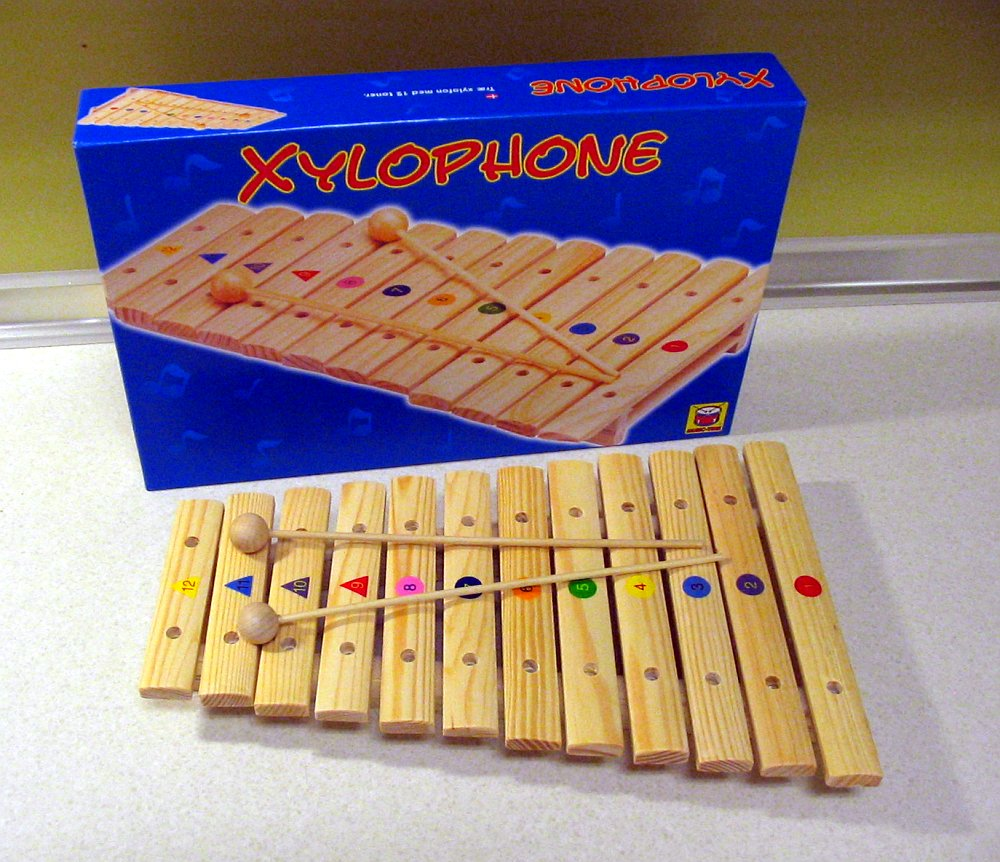

As placas de madeiras são confeccionadas com todo o esmero possível, criteriosamente secas e afinadas com precisão. Tradicionalmente, a madeira escolhida é o jacarandá (rosewood) mas no Brasil tem havido bons resultados com ipê.
O xilofone apoia-se sobre um suporte ou mesa com rodízios. Percutem-se as placas de madeira usando baquetas, com cabeças, que podem ser de madeira dura, de borracha ou outro material sintético, conforme o timbre que se queira.
Semelhante ao xilofone, a marimba, possui mais teclas de madeira mais largas, numa área mais grave.
Precursor do xilofone, é o balafon, originário de África. A diferença esta no reduzido número de teclas e na solução de cabaças para os ressonadores. Isto exige um formato curvo e amarrações em couro e cordas. Alguns músicos de Jazz têm demonstrado interesse por este instrumento musical africano, tendo sido introduzido em seus trabalhos vanguardistas. Atualmente o grupo de rock mais famoso que utiliza o xilofone é o Radiohead, presente em canções clássicas dos álbuns Ok Computer e In Rainbows.